# 松齡 (乾隆进士)
松齡（约1766年—?），又名嵩龄，字茂如，他他拉氏，满洲正红旗人。清朝官员，进士出身。

## 生平
乾隆庚辰科举人，辛巳科进士。历官工部主事、员外郎、郎中；山东衮沂曹济兵备道、江苏曹镇道；后任巴里坤办事大臣，赏戴花翎衔；江西建昌府知府。
"少时以才能称，老而归于理学，……理学之书无不具在“（据昭梿《啸亭杂录》）。为乾隆三十七年（1772年）壬辰科进士百齡的《守意龛诗集》作序。

## 家族
有族亲善聰，乾隆三十一年进士；文寧，乾隆四十九年进士；广旉，道光十三年进士；寬明，嘉庆癸亥翻譯进士。